# Konrad Hirsch
Konrad Emanuel Nikolaus Hirsch (født 27. maj 1900 i Eidskog, død 17. november 1924) var en svensk fodboldspiller, som deltog i OL 1924 i Paris.
Hirsch spillede for GAIS, da han i maj 1924 debuterede for Sverige i en kamp mod Polen, som blev besejret med 3-1. Hirsch spillede kun én af Sveriges kampe ved OL 1924 - i 1-1-kampen mod Holland. Han var ikke på holdet til omkampen, hvor svenskerne vandt 3-1 og dermed vandt bronze.
I alt spillede Konrad Hirsch, der også var bandy-spiller, ni kampe for GAIS, inden han i november 1924 blev ramt af meningitis, som kostede ham livet.